# J̑
La J̑ (minúscula: j̑), o conocida como J con breve invertida, es un grafema utilizado en la romanización del alfabeto glagolítico. Esta es la letra J diacritizada con un acento breve invertido.

## Uso
En la romanización del alfabeto glagolítico , utilizado notablemente por Josip Bratulić  en Leksikon hrvatske glagoljice , publicado en 1995, la J con breve invertido translitera el djerv ‹Ⰼ›.

## Codificación
| formas    | representaciones | puntos de código | descripción                                   |
| --------- | ---------------- | ---------------- | --------------------------------------------- |
| mayúscula | J̑                | U+004A U+0311    | letra mayúscula latina j con breve invertido. |
| minúscula | j̑                | U+006A U+0311    | letra minúscula latina j breve invertido      |